# Rickenbach (Basel-Landschaft)
Rickenbach is een gemeente en plaats in het Zwitserse kanton Basel-Landschaft, en maakt deel uit van het district Sissach.
Rickenbach telt 588 inwoners.